# Auguste Van Ormelingen
Marie Louis Felix Auguste Van Ormelingen (Zichen-Zussen-Bolder, 17 december 1870 - Tongeren of Luik, 19 maart 1939) was een Belgisch volksvertegenwoordiger en senator.

## Levensloop
Van Ormelingen promoveerde tot doctor in de rechten (1894) aan de Katholieke Universiteit Leuven. Zijn vader was notaris in Zichen-Zussen-Bolder en hij werd in 1896 zelf ook notaris, eerst in Zichen, vervolgens in Tongeren. Hij trouwde met Hubertine (Bertha) Vroonen (1878-1952) en ze hadden vijf kinderen:
- Maurice, die zijn vader als notaris opvolgde,
- Simone, Dochter van Liefde van Sint-Vincentius a Paulo,
- Leon,
- Ghislaine, kanunnikes van Sint-Augustinus,
- Loulou.

In 1903 werd hij gemeenteraadslid van Tongeren en in 1921 schepen. Hij werd ook provincieraadslid (1908-1912).
In 1912 werd hij verkozen tot katholiek volksvertegenwoordiger voor het arrondissement Tongeren-Maaseik en vervulde dit mandaat tot in 1914. Hij werd in 1919 provinciaal senator voor Limburg en bekleedde dit ambt tot in 1929.